# Tam Dalyell
Sir Thomas Dalyell of the Binns, 11th Baronet (n. 9 august 1932, Edinburgh, Scoția, Regatul Unit – d. 26 ianuarie 2017, West Lothian, Scoția, Regatul Unit) a fost un om politic britanic, membru al Parlamentului European în perioada 1973-1979 din partea Regatului Unit.